# Trent Alexander-Arnold
Trent John Alexander-Arnold (Liverpool, 7 de octubre de 1998) es un futbolista británico que juega de defensa en el Real Madrid C. F. de la Primera División de España.

## Trayectoria

### Liverpool

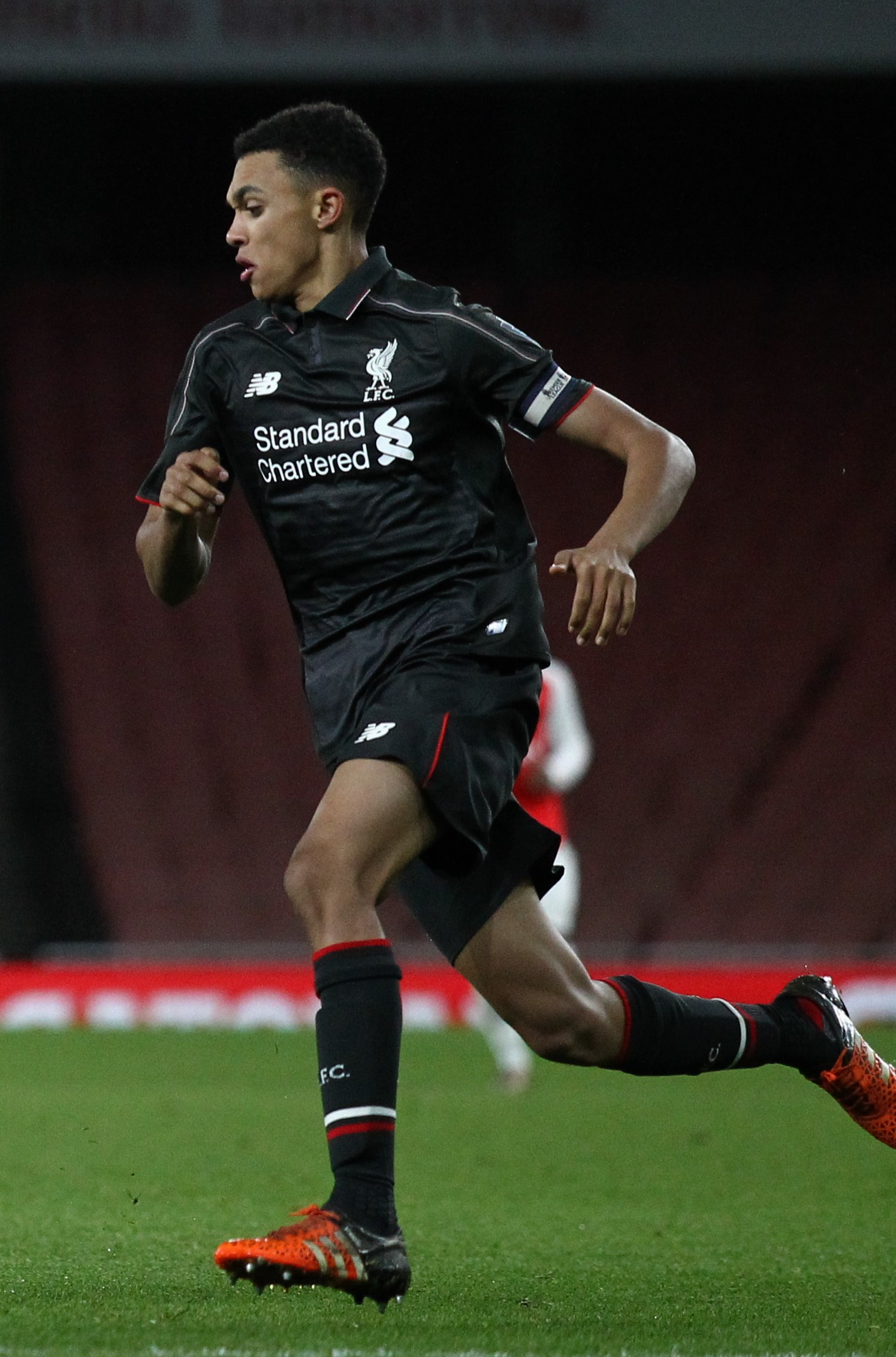
Alexander-Arnold, fotografiado aquí en el partido contra el Arsenal Football Club Reservas en 2016, fue capitán del Liverpool U18 durante su tiempo en la academia.

Nacido en Liverpool, inició su carrera en las divisiones formativas del club homónimo desde 2004. Para la temporada 2016-17 fue ascendido al equipo principal, en el cual debutó como profesional ante Tottenham Hotspur en la Copa de la Liga el 25 de octubre. Debutó en Premier League el 14 de diciembre de 2016 ante Middlesbrough, saliendo por Divock Origi en el minuto 91. Su primer partido cómo titular lo disputó el 15 de enero de 2017 ante Manchester United. Al acabar la temporada fue elegido mejor jugador joven del equipo.
En la previa de la temporada 2017-18, firmó una extensión de contrato con el conjunto red. Como el lateral derecho titular, Nathaniel Clyne, sufrió una lesión que lo apartó de casi toda la temporada, jugó muchos partidos de titular, compartiendo la banda derecha con Joe Gomez. El 15 de agosto logró su primer gol como profesional, de falta directa, ante Hoffenheim en su debut en Liga de Campeones. El 26 de diciembre anotó su primer tanto en Premier League en un encuentro ante el Swansea. A partir del mes de febrero se consolidó como titular y fue titular en todas las eliminatorias de Liga de Campeones, incluyendo la final disputada el 26 de mayo ante el Real Madrid.
El 7 de mayo de 2019 asistió con un rápido saque de esquina en el cuarto gol, aprovechando un despiste del F. C. Barcelona, a su compañero Origi para dar la vuelta a la eliminatoria de semifinales de la Liga de Campeones y clasificarse para su segunda final consecutiva. En esta ocasión lograron hacerse con el título tras derrotar al Tottenham Hotspur por 2-0.
En la temporada 2019-20 ayudó al club a ganar la Premier League, la primera de su historia y el primer título de liga desde 1990. Volvió a conseguirla en la campaña 2024-25, lo que les permitió igualar al Manchester United como el equipo que más veces había conquistado la máxima categoría del fútbol inglés. Una semana después de este éxito, tras veinte años formando parte del club y habiendo disputado más de 350 partidos con el primer equipo, anunció su marcha el siguiente 30 de junio una vez expirara su contrato. Finalmente disputó 354 partidos, marcó 23 goles y dio 86 asistencias. Además, ganó nueve títulos: una Liga de Campeones, un Mundial de Clubes, una Supercopa de Europa, dos Premier League, una FA Cup, dos Copas de la Liga inglesa y una Community Shield.

### Real Madrid
El 30 de mayo de 2025 se hizo oficial su fichaje por el Real Madrid hasta junio de 2031, estando disponible para participar en la Copa Mundial de Clubes de la FIFA 2025 tras llegarse a un acuerdo para su traspaso. Hizo su debut en el primer partido del torneo, un empate a uno frente a Al-Hilal Saudi F. C.

## Selección nacional
Trent ha sido internacional en casi todas las categorías inferiores de la selección inglesa, a excepción de la categoría sub-20. Destacan los siete goles logrados con la selección sub-19, aunque no pudo participar en el Europeo sub-19 de 2015 donde Inglaterra fue campeona ya que tenía que hacer la pretemporada con el Liverpool.
El 16 de mayo de 2018 Gareth Southgate lo incluyó en la lista de 23 para participar en la Copa Mundial de Fútbol de 2018. El 7 de junio debutó en un amistoso con la selección absoluta inglesa ante Costa Rica. Durante el torneo mundialista sólo tuvo la oportunidad de participar en el tercer partido de la fase de grupos ante Bélgica.
El 15 de noviembre de 2018 marcó su primer gol como internacional en el amistoso ante Estados Unidos (3-0). Trent conectó un potente chut desde el costado derecho, en el minuto 27, para poner el marcador 2 a 0 momentáneamente.

### Participaciones en Copas del Mundo
| Mundial           | Sede  | Resultado        | Partidos | Goles |
| ----------------- | ----- | ---------------- | -------- | ----- |
| Copa Mundial 2018 | Rusia | Cuarto lugar     | 1        | 0     |
| Copa Mundial 2022 | Catar | Cuartos de final | 1        | 0     |

### Participaciones en Eurocopas
| Copa          | Sede     | Resultado  | Partidos | Goles |
| ------------- | -------- | ---------- | -------- | ----- |
| Eurocopa 2024 | Alemania | Subcampeón | 4        | 0     |

## Estadísticas

### Clubes
Actualizado al último partido disputado el 19 de agosto de 2025.
| Club                       | Div.          | Temporada     | Liga  | Liga  | Liga   | Copas nacionales | Copas nacionales | Copas nacionales | Torneos internacionales | Torneos internacionales | Torneos internacionales | Total | Total | Total  | Media goleadora |
| Club                       | Div.          | Temporada     | Part. | Goles | Asist. | Part.            | Goles            | Asist.           | Part.                   | Goles                   | Asist.                  | Part. | Goles | Asist. | Media goleadora |
| -------------------------- | ------------- | ------------- | ----- | ----- | ------ | ---------------- | ---------------- | ---------------- | ----------------------- | ----------------------- | ----------------------- | ----- | ----- | ------ | --------------- |
| Liverpool F. C. Inglaterra | 1.ª           | 2016-17       | 7     | 0     | 0      | 5                | 0                | 1                | 0                       | 0                       | 0                       | 12    | 0     | 1      | 0               |
| Liverpool F. C. Inglaterra | 1.ª           | 2017-18       | 19    | 1     | 1      | 2                | 0                | 0                | 12                      | 2                       | 1                       | 33    | 3     | 2      | 0.09            |
| Liverpool F. C. Inglaterra | 1.ª           | 2018-19       | 29    | 1     | 12     | 0                | 0                | 0                | 11                      | 0                       | 4                       | 40    | 1     | 16     | 0.03            |
| Liverpool F. C. Inglaterra | 1.ª           | 2019-20       | 38    | 4     | 13     | 1                | 0                | 0                | 10                      | 0                       | 2                       | 49    | 4     | 15     | 0.08            |
| Liverpool F. C. Inglaterra | 1.ª           | 2020-21       | 36    | 2     | 7      | 1                | 0                | 0                | 8                       | 0                       | 2                       | 45    | 2     | 9      | 0.04            |
| Liverpool F. C. Inglaterra | 1.ª           | 2021-22       | 32    | 2     | 12     | 6                | 0                | 3                | 9                       | 0                       | 4                       | 47    | 2     | 19     | 0.04            |
| Liverpool F. C. Inglaterra | 1.ª           | 2022-23       | 37    | 2     | 9      | 3                | 1                | 1                | 7                       | 1                       | 0                       | 47    | 4     | 10     | 0.09            |
| Liverpool F. C. Inglaterra | 1.ª           | 2023-24       | 28    | 3     | 4      | 4                | 0                | 3                | 5                       | 0                       | 3                       | 37    | 3     | 10     | 0.08            |
| Liverpool F. C. Inglaterra | 1.ª           | 2024-25       | 33    | 3     | 6      | 3                | 1                | 0                | 8                       | 0                       | 1                       | 44    | 4     | 7      | 0.09            |
| Liverpool F. C. Inglaterra | Total club    | Total club    | 259   | 18    | 64     | 25               | 2                | 8                | 70                      | 3                       | 17                      | 354   | 23    | 89     | 0.06            |
| Real Madrid C. F. · España | 1.ª           | 2024-25       | ―     | ―     | ―      | ―                | ―                | ―                | 5                       | 0                       | 2                       | 5     | 0     | 2      | 0               |
| Real Madrid C. F. · España | 1.ª           | 2025-26       | 1     | 0     | 0      | 0                | 0                | 0                | 0                       | 0                       | 0                       | 1     | 0     | 0      | 0               |
| Real Madrid C. F. · España | Total club    | Total club    | 1     | 0     | 0      | 0                | 0                | 0                | 5                       | 0                       | 2                       | 6     | 0     | 2      | 0               |
| Total carrera              | Total carrera | Total carrera | 260   | 18    | 64     | 25               | 2                | 8                | 75                      | 3                       | 19                      | 360   | 23    | 91     | 0.06            |
| 1. 2.                      |               |               |       |       |        |                  |                  |                  |                         |                         |                         |       |       |        |                 |

### Resumen estadístico
| Competición           | Partidos | Goles | Asistencias |
| --------------------- | -------- | ----- | ----------- |
| Primera división      | 259      | 18    | 64          |
| Copas nacionales      | 25       | 2     | 8           |
| Copas internacionales | 75       | 3     | 19          |
| Inglaterra            | 34       | 4     | 5           |
| Total                 | 393      | 27    | 96          |

## Palmarés

### Campeonatos nacionales
| Título           | Club            | País       | Año  |
| ---------------- | --------------- | ---------- | ---- |
| Premier League   | Liverpool F. C. | Inglaterra | 2020 |
| Copa de la Liga  | Liverpool F. C. | Inglaterra | 2022 |
| FA Cup           | Liverpool F. C. | Inglaterra | 2022 |
| Community Shield | Liverpool F. C. | Inglaterra | 2022 |
| Copa de la Liga  | Liverpool F. C. | Inglaterra | 2024 |
| Premier League   | Liverpool F. C. | Inglaterra | 2025 |

### Campeonatos internacionales
| Título                       | Club            | Sede     | Año  |
| ---------------------------- | --------------- | -------- | ---- |
| Liga de Campeones de la UEFA | Liverpool F. C. | Madrid   | 2019 |
| Supercopa de la UEFA         | Liverpool F. C. | Estambul | 2019 |
| Copa Mundial de Clubes       | Liverpool F. C. | Catar    | 2019 |

### Distinciones individuales
| Distinción                                                      | Año  |
| --------------------------------------------------------------- | ---- |
| PFA Team of the Year                                            | 2019 |
| Parte de los 100 mejores jugadores del mundo según The Guardian | 2022 |